# Hermann Schubert
Hermann Caesar Hannibal Schubert (1848-1911) va ser un matemàtic alemany, conegut per haver estat el iniciador de la geometria enumerativa.

## Vida i Obra
Schubert, fill d'un hostaler, va créixer a Potsdam (prop de Berlín) on va fer els seus estudis secundaris, tot i que els va finalitzar a Spandau. Va ingressar a la universitat de Berlín el 1867 però, després, es va traslladar a la de Halle en la qual es va doctorar el 1870. L'any següent es va qualificar per ser professor de matemàtiques de secundària i, el 1872 va ser nomenat professor dels Institut Andreanum de Hildesheim. A Hildesheim va tenir com alumne el jove Adolf Hurwitz, en qui va descobrir un extraordinari talent matemàtic.
El 1876 va ser traslladat al Institut Johanneum d'Hamburg, en el qual va fer la resta de la seva carrera acadèmica. El 1905, la seva salut va començar a deteriorar-se per una malaltia circulatòria. El 1908 es va haver de retirar mentre la malaltia empitjorava; els últims temps de la seva vida va estar pràcticament paralitzat. Malgrat haver tingut ocasions, mai va voler ser professor universitari, ja que volia romandre a Hamburg (que no tenia universitat en aquella època).
La seva obra més important és Kalkül der abzählenden Geometrie (Càlcul de la geometria enumerativa) (Leipzig, 1879) en el que es planteja com trobar el nombre de punts, línies, plans, etc. que satisfan determinades condicions geomètriques. Tota la seva obra va consistir en aplicar aquesta tècnica per trobar el nombre de solucions en determinats casos específics, tot i que les seves demostracions no eren prou rigoroses. No obstant, va trobar solucions que avui semblen inversemblants, com, per exemple, que el nombre de corbes cúbiques que toquen dotze plans arbitraris en un espai tridimensional és de 5.819.539.873.680. Aquest nombre no va poder ser demostrat rigorosament fins a finals del segle xx.
Aquesta manca de rigor del seu procediment, que per altra banda funcionava, el va fer objecte d'un dels problemes de Hilbert, concretament el quinzè, que demanava precisament dotar de fonaments rigorosos el seu càlcul enumeratiu.